# Annette Salaman
Annette Amelia "Annie" Salaman (1827 - 10 de abril de 1879) foi uma escritora judia inglesa. Ela era a filha mais nova de Alice e Simeon Kensington Salaman e irmã da pintora Julia Goodman, do compositor Charles Kensington Salaman, da autora Lady Rachel Simon e da poetisa Rose Emma Salaman.
Na sua infância, durante a qual ela ficou por um tempo acamada, Salaman compilou uma coleção de textos bíblicos reconfortantes que mais tarde foram publicados como um guia ilustrado da Bíblia intitulado Footsteps on the Way of Life (1873). Ela também foi a autora de How to Earn a Good Name (1876) e Aunt Annette's Stories to Ada (1876), uma série de contos para crianças.